# アレックス・ロドリゲス
アレクサンダー・エマニュエル・ロドリゲス（Alexander Emmanuel Rodriguez, 1975年7月27日 - ）は、アメリカ合衆国ニューヨーク州ニューヨーク市ブルックリン区出身の元プロ野球選手、野球解説者。愛称はA-Rod（エー・ロッド）。
甥はアトランタ・ブレーブス傘下のジョー・デュナンド。

## 経歴

### プロ入り前
1975年7月27日、ニューヨーク市ブルックリン区に生まれる。生家は靴屋を営んでおり、父ビクターに母ローデス、兄ジョセフに妹スージーという5人家族の次男として育つ。
4歳の時、家族はドミニカ共和国のサントドミンゴに移住した。ビクターはドミニカ共和国のマイナーリーグでキャッチャーを務めることになり、息子たちを試合観戦にたびたび招いていた。ビクターは引退後、薬局の経営者へと転身し、最終的にマイアミに落ち着いた。
8歳の時、両親が離婚。母方の親権となり、ローデスは女手ひとつで仕事を掛け持ちし、息子たちを育てた。この頃からメジャーリーグに興味を持ち始め、お気に入りの選手はデール・マーフィーとキース・ヘルナンデス、カル・リプケン・ジュニアだった。
高校時代、野球の傍らバスケットボールやアメリカン・フットボールにも興じる。バスケットボールでは高校から始めるも常にレギュラー選手で50校の大学からスカウトを受ける。アメリカン・フットボールでは優秀なクォーターバックとして多くの大学スカウトの目に留まり、野球では100試合に出場して打率.419、本塁打17、70打点、90盗塁を記録し、1993年のオール・アメリカンに選ばれるなど、卓越した運動神経を見せる。高校時代のチームメイトに、後にヤンキースでもチームメイトとなるダグ・ミントケイビッチがいる。

### プロ入りとマリナーズ時代

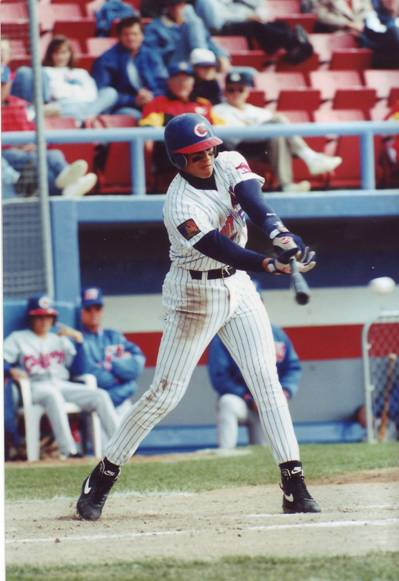
マリナーズ傘下カルガリー・キャノンズ時代のロドリゲス（1994年）

1993年、マイアミ大学への入学書へサインをしていたが、シアトル・マリナーズにドラフト1巡目（全体1位）で指名され、契約を結びプロ入りを果たした。
1994年7月8日のボストン・レッドソックス戦で、1900年以降のMLBの遊撃手としては史上3人目となる18歳で、メジャーデビューを果たした。メジャー初打席は三塁ゴロだったが、この時打球を処理したのは1996年に西武ライオンズでプレーすることになるスコット・クーパーであった。
1996年に、36本塁打、123打点、21歳と史上3番目の若さで首位打者、球団記録となる打率.358、141得点、215安打、54二塁打を記録し、めきめきと頭角を現していった。
1997年にも打率.300、23本塁打、84打点の好成績を収め、同年6月5日のタイガース戦ではサイクル安打を達成した。
1998年には、打率3割、打点100以上に加えて、MLB史上3人目の40本塁打40盗塁を達成（シーズン40本塁打は遊撃手として史上3人目）し、歴代屈指の5ツールプレイヤーに成長した。MLBトップクラスの強打者でありながら、守備負担の大きい遊撃手を守るという新スタイルを確立。
1999年は故障のため30試合以上欠場したが、それでも42本塁打を記録した。
2000年には打率.316、41本塁打、132打点を残し、自身初となる100四球を記録した。オフの10月30日にフリーエージェント（FA）となった。

### レンジャーズ時代
2001年1月26日にテキサス・レンジャーズと総額2億5200万ドルの10年契約に合意。これは当時のスポーツ界で最高の年俸であった。すでにロドリゲスはMLBで屈指のプレイヤーに数えられ、かつ最高の将来性を持つ存在であったが、この超長期契約とあまりの高額ぶりは、野球界を超えて大きな話題を呼んだ（代理人は辣腕で知られるスコット・ボラス）。古巣マリナーズの本拠地セーフコ・フィールドでの試合では、大ブーイングとともに札束の玩具をばらまかれるといった手荒い歓迎がしばらく続いた。
2001年にリーグ1位の52本塁打、133得点、393塁打、2002年にリーグ1位の57本塁打、142打点、2003年にリーグ1位の47本塁打、長打率.600を記録した。2003年4月には、27歳149日で史上最年少で300本塁打を達成、史上2人目の最下位チームからのMVP獲得をするなど、ロドリゲス個人は活躍を見せた。しかし、チームは3年連続の地区最下位となり、その高額年俸がチーム再建の足かせとなった。

### ヤンキース時代
2004年2月16日にレンジャーズが1億7900万ドルのうち6700万ドルの年俸を負担することを条件に、アルフォンソ・ソリアーノ、後日発表選手とのトレードでニューヨーク・ヤンキースへ移籍した。マリナーズとレンジャーズでは遊撃手を務めていたが、ヤンキースにおいてはキャプテンであるデレク・ジーターの守備位置であったため、移籍に伴い三塁手にコンバートされた。それまでつけていた背番号3は、ヤンキースではベーブ・ルースの永久欠番でつけることが許されず、変更を余儀なくされ、NFLマイアミ・ドルフィンズの往年の選手ダン・マリーノにならって13番を選択した。ヤンキース初年となった2004年は36本塁打、106打点という一定の数字を残したが、期待されていた内容としては物足りないとされた。ボストン・レッドソックスとのリーグチャンピオンシップシリーズでは、ゴロを打って一塁へ走る際、自身をタッチアウトにしようとした投手ブロンソン・アローヨのグラブをはたき、守備妨害でアウトになった。このプレーは波紋を呼び、試合後に「子供じみたプレー」とバッシングを受けた。同シリーズは3連勝後に4連敗という最悪の形で落としている。
2005年6月、MLB史上初めて20代で通算400本塁打を達成。最終的にシーズン48本塁打を放ち、4度目の本塁打王とともに2度目のMVPを獲得。ヤンキースでの本塁打王はレジー・ジャクソン以来25年ぶりであった。また、ヤンキース右打者のシーズン最多本塁打数ジョー・ディマジオの46本を68年ぶりに更新した。
2006年はシーズン開幕前の3月に開催された第1回ワールド・ベースボール・クラシック（WBC）のアメリカ合衆国代表に選出された。シーズンでは30歳にして通算2000本安打を達成したが、7年ぶりに年間塁打数が300を切るなど不調で、自己ワーストとなる24失策を記録するなど攻守ともに精彩を欠いた。
2007年はアメリカンリーグ最速記録となる開幕15試合で12本塁打（30打点）に到達。8月4日、MLB史上最年少（32歳8日、それまでの記録はジミー・フォックスの32歳338日）、出場試合数では史上3番目の早さ（1855戦目、最速記録はマーク・マグワイアの1639戦目）でMLB史上22人目の通算500本塁打を達成した。シーズンを通して好不調の波はあったものの、3度目の50本塁打以上、自己最高の156打点を記録し、二冠王に輝いた。オフの10月28日にヤンキースとの残り3年の契約を破棄し、12月13日に総額2億7500万ドルの10年契約で再契約した。
2008年はシーズン途中に右太ももを痛めて20試合以上欠場したが、11年連続35本塁打以上を記録。9月3日のタンパベイ・レイズ戦では、ロドリゲスがレフトポール際に放った打球にMLB史上初めてビデオ判定が適用された（判定は本塁打）。年末には2009年に開催される第2回WBCにはドミニカ共和国代表として参加すると表明した。
2009年2月7日に2003年の薬物検査でステロイド剤の陽性反応を示したと報じられ、2月9日にそのことを認めた。その後、WBCドミニカ共和国代表の合宿に合流したが、直後に右臀部の故障が判明。WBC参加を取りやめ、緊急手術を受けた。リハビリを経て、5月8日のボルチモア・オリオールズ戦で復帰した。その復帰戦の第1打席で初球本塁打を放ち、現地のYESネットワークの実況は「A fairy tale swing」（おとぎ話のようなスイング）と表現した。10月4日、レギュラーシーズン最終戦となる対タンパベイ・レイズ戦で6回無死一・二塁から逆転3点本塁打を放つと、この回2度目の打席で満塁本塁打を放ち、1イニング7打点のアメリカンリーグ新記録を達成した。この日の2本塁打、7打点で30本塁打、100打点に到達し、12年連続の「30本、100打点」はジミー・フォックスに並ぶMLBタイ記録で、通算13度目はMLB新記録となった。
2010年8月4日、35歳と8日で通算600本塁打を達成。同じくヤンキースに所属していたベーブ・ルースの持つ最年少記録（36歳196日）を1歳以上も更新し、ギネス世界記録に認定されている。。シーズンの成績は、本塁打こそ2年連続で30であったが、打点125はデトロイト・タイガースのミゲル・カブレラに次ぐリーグ2位の数字であった。また、本塁打30と打点100をいずれもクリアしたことで、13年連続「30本塁打・100打点」のMLB新記録を生み出し、自身の持つ記録を14度まで伸ばした。
2011年は怪我や不振の影響で99試合の出場に終わり、「30本塁打・100打点」の連続記録は途絶えた。
2012年は手首を死球で骨折するも18本塁打し、2009年シーズン以来の2桁盗塁、13盗塁を記録。だが、10月13日のタイガース戦で試合中にナンパしていたことが報じられた。また17日には、マイアミ・マーリンズへトレードの可能性が報じられた。
2013年1月16日に左股関節の手術を受け、開幕後は60日間の故障者リスト入りした。1月31日には「マイアミ・ニュータイムズ」社がフロリダ州マイアミのアンチエイジング専門クリニック「バイオジェネシス」から禁止薬物の提供を受けていたとされる疑惑が発覚した。8月5日、メジャーリーグ機構は禁止薬物を使用していたとして、8月8日から2014年シーズン末までの全ての試合（211試合）の出場停止処分とすることを発表した。これに対しロドリゲスは異議申し立ての方針を示しており、同日の対シカゴ・ホワイトソックス戦で今季初出場し、4打数1安打。異議申し立てを行っている間は出場が認められる。

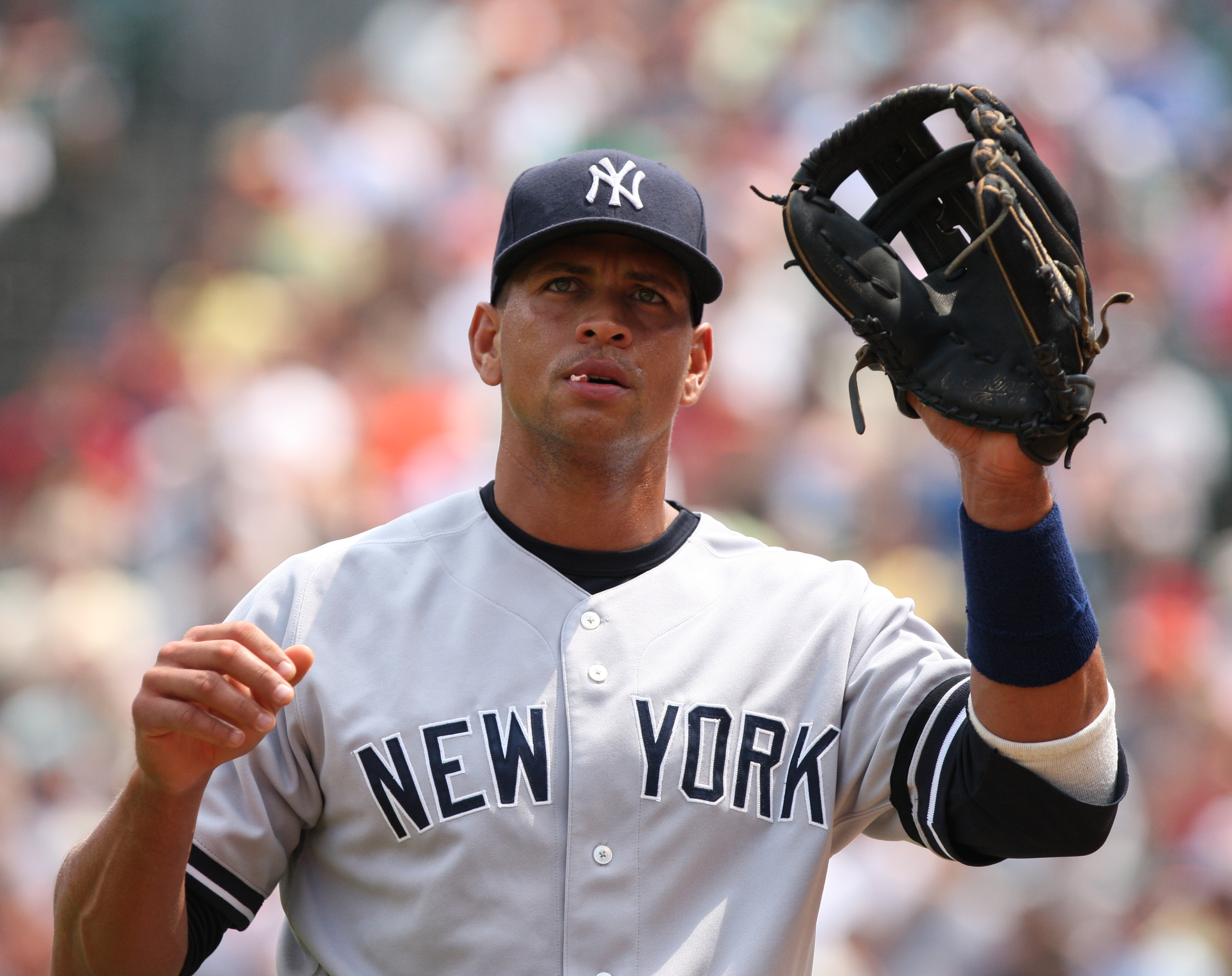
ヤンキース時代のロドリゲス

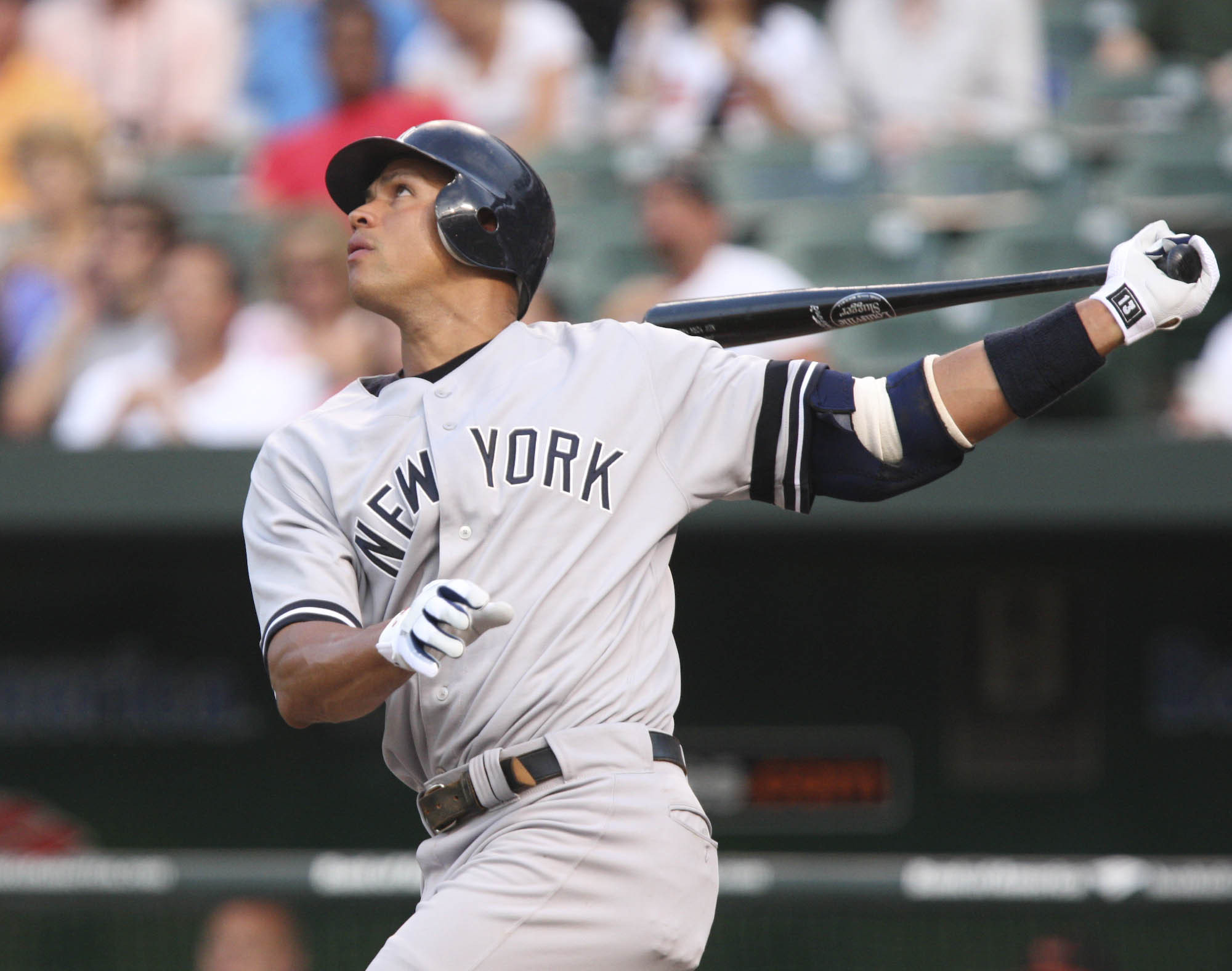
2007年のロドリゲス

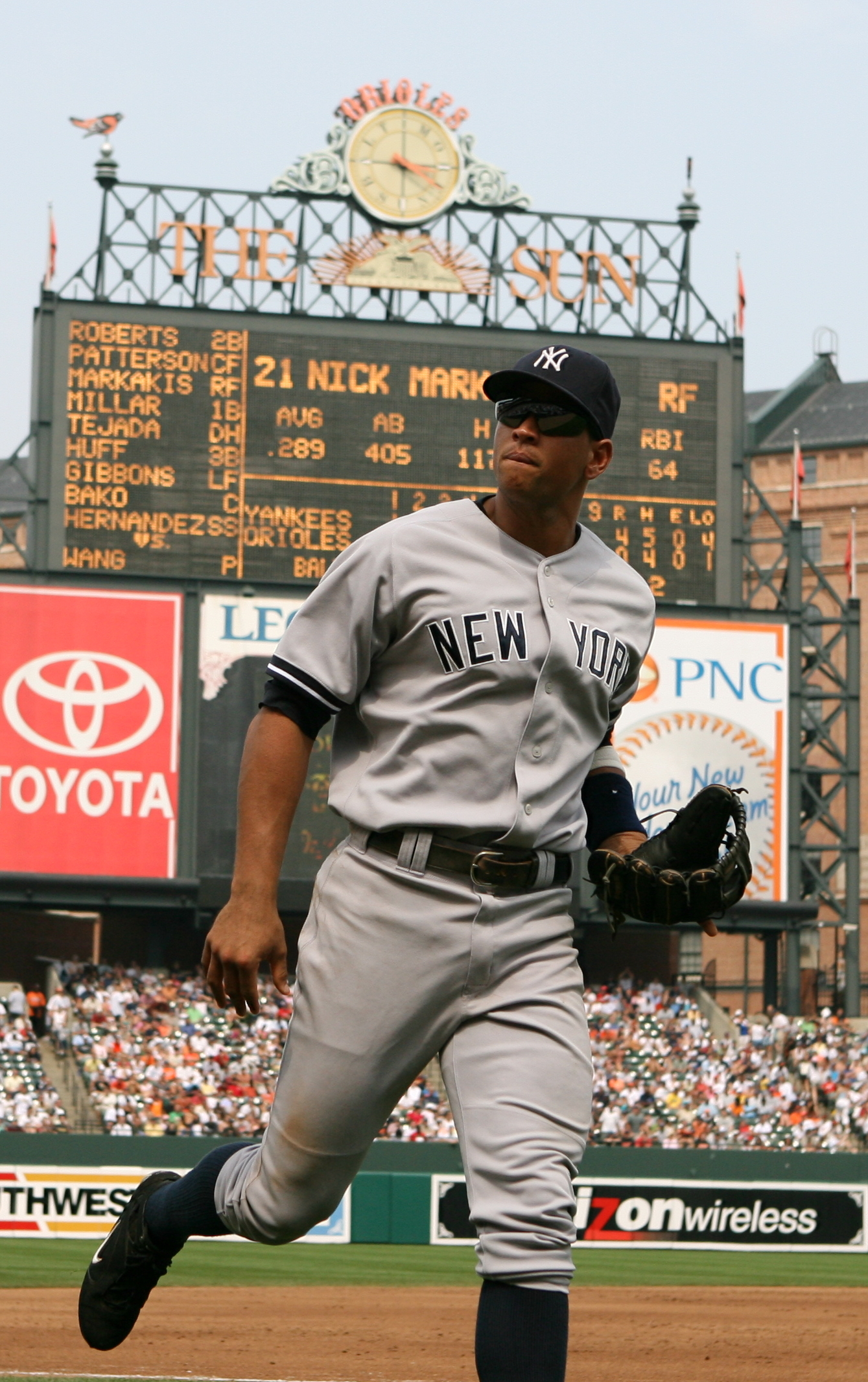
2007年のロドリゲス

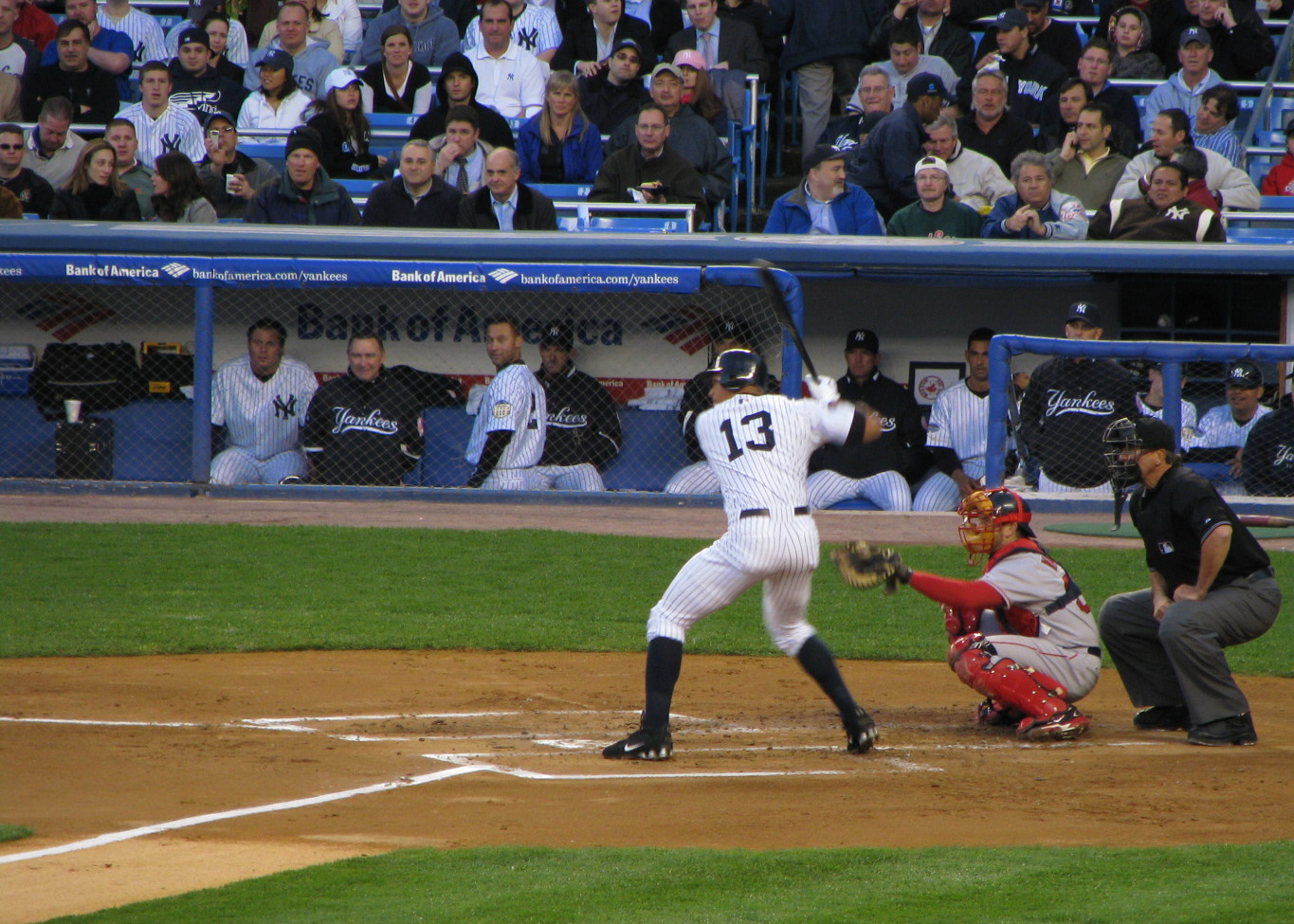
2008年

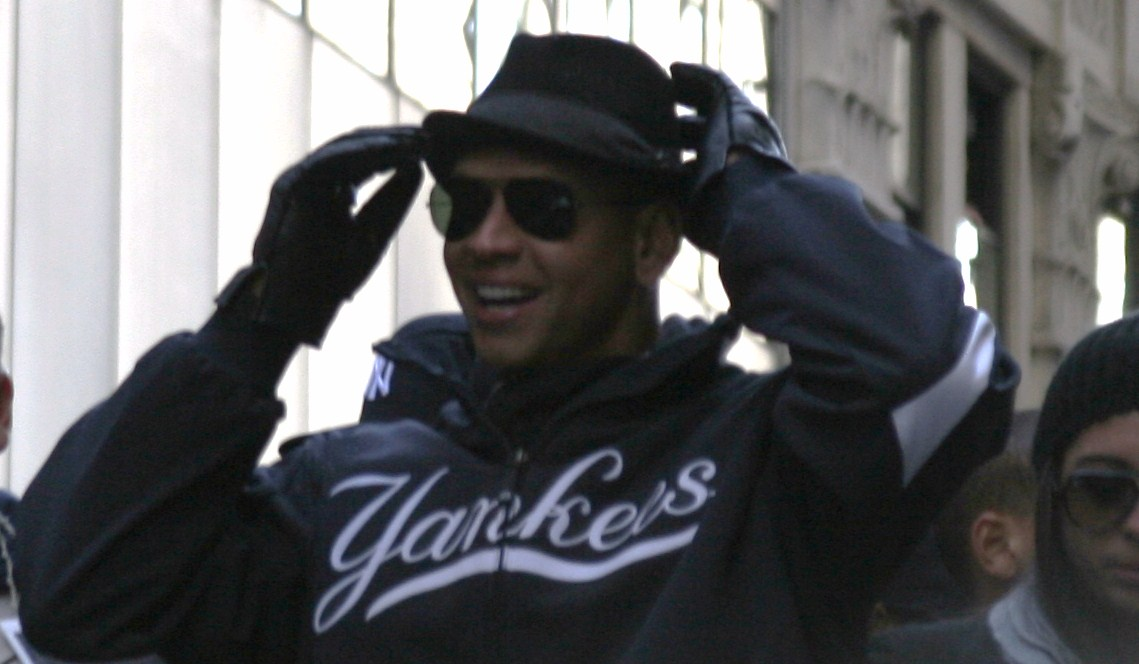
2009年のヤンキース優勝パレードの時

8月26日、トロントでのブルージェイズ戦で今季3号本塁打を放ち、歴代5人目の通算650本塁打とした。この年は44試合に出場し、7本塁打、19打点、4盗塁、打率.244だった。

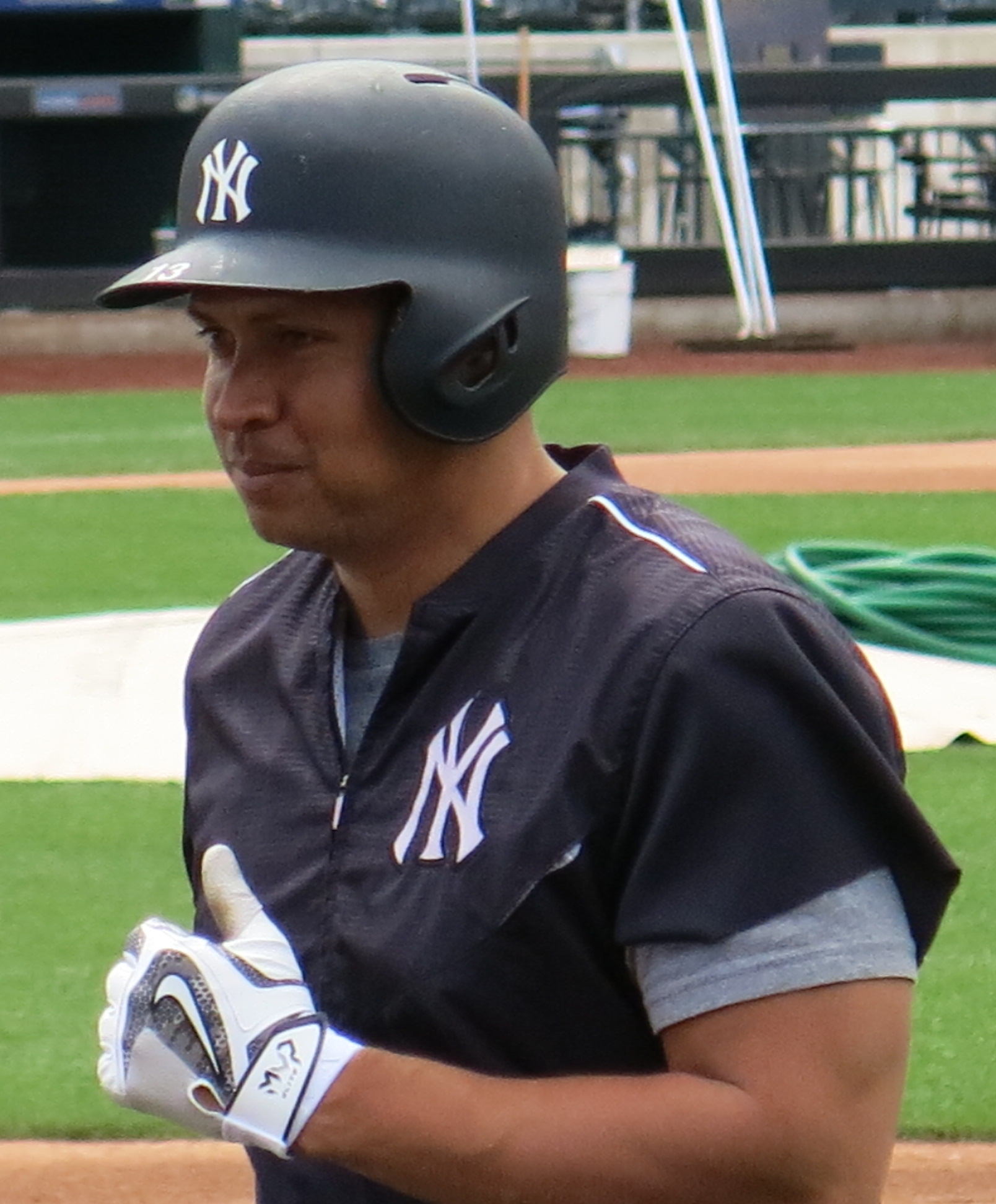
現役最終年となった2016年

2014年1月11日にMLB機構がポストシーズンを含む、2014年シーズンの全試合出場停止処分を発表した。2月7日にロドリゲスの代理人らは、出場停止処分の撤回を求める訴訟を取り下げ、出場停止処分を受け入れることを明らかにし、代理人のジョー・タコピーナは「ロドリゲスは2015年に焦点を合わせており、ヤンキースのクラブハウスに戻れることを望んでいる」と話した。6月11日に制限リスト入りし、シーズンを終えた。オフの10月30日に制限リストから外れた。
2015年は、2014年に受けた全試合出場停止処分からの復帰シーズンとなった。年々指名打者としての出場の割合が増えていたが、このシーズンは開幕からほとんど守備につかない指名打者としての出場である。6月1日のレッドソックス戦で田沢純一から本塁打記録4位のウィリー・メイズに並ぶ660号を放った。ヤンキースとはメイズの記録（正確には歴代の本塁打記録）に並んだ際にボーナスの支払いや関連するプロモーションを行うという契約を結んでいたが、キャッシュマンGMは「球団には権利はあるが義務ない」と話している。7日には単独4位となる661号をホームの試合で放った。13日のオリオールズ戦でMLB史上3人目の2000打点を本塁打で達成した。6月19日、39歳で迎えた通算2631試合目、ヤンキースタジアムで行われた対デトロイト・タイガース戦の1回にジャスティン・バーランダーから本塁打で、MLB史上29人目となる通算3000本安打を達成した（本塁打での達成はウェイド・ボッグス、デレク・ジーターに続いて3人目）。過去に3000本安打、600本塁打を達成したのはアーロンとメイズのみであった。また、MLBドラフト全体1位指名選手の3000本安打達成は史上初だった。しかし、過去の度重なる薬物問題の影響から厳しい見方もあり、地元紙のニューヨーク・ポストとニューヨーク・デイリーニューズはともにロドリゲスのカラー写真付きで大きく取り上げるも、見出しには「tainted（汚れた、汚染された、腐敗したなどの意）」、「MR.3000（ミスター3000）」のゼロ3つの中に注射器やアスタリスクをあしらい、皮肉交じりに報じた。このように多大なバッシングを受けながらシーズンを送ったが、大きな故障なく1年を過ごし、実に7シーズンぶり（2014年を除く）の150試合以上となる151試合に出場。打率は.250ながら、チームトップの33本塁打を放ってブライアン・マッキャンに次ぐ同2位の86打点を記録、通算2000得点を達成。同じく30本塁打以上を放ったマーク・テシェイラが戦線離脱する中、主砲の1人として打線の牽引の一役を担った。
2016年は9本塁打、打率.200前後と不調。途中故障者リスト入りし、復帰後も精彩を欠く。シーズン中の8月7日に突如12日のホームのレイズ戦をもって引退することを発表。契約が2017年まで残っていることから、それまではオーナー付特別アドバイザー兼インストラクターとして球団に残ることを発表した。発表後も出場は続け、引退試合は「3番・指名打者」で先発出場。第1打席で生涯最後の安打となる適時二塁打を打つ。最終回は三塁の守備につきヤンキースタジアム中から大歓声を受けた。通算安打は3115本、通算本塁打は696本であった。

### 引退後
ヤンキース退団後は野球解説者に。2018年2月25日にヤンキースGM特別アドバイザーに就任した。
2021年5月13日に実業家のマーク・ロアと共にNBAのミネソタ・ティンバーウルブズを15億ドルで買収し、共同オーナーに就任した。

## 選手としての特徴

### 打撃

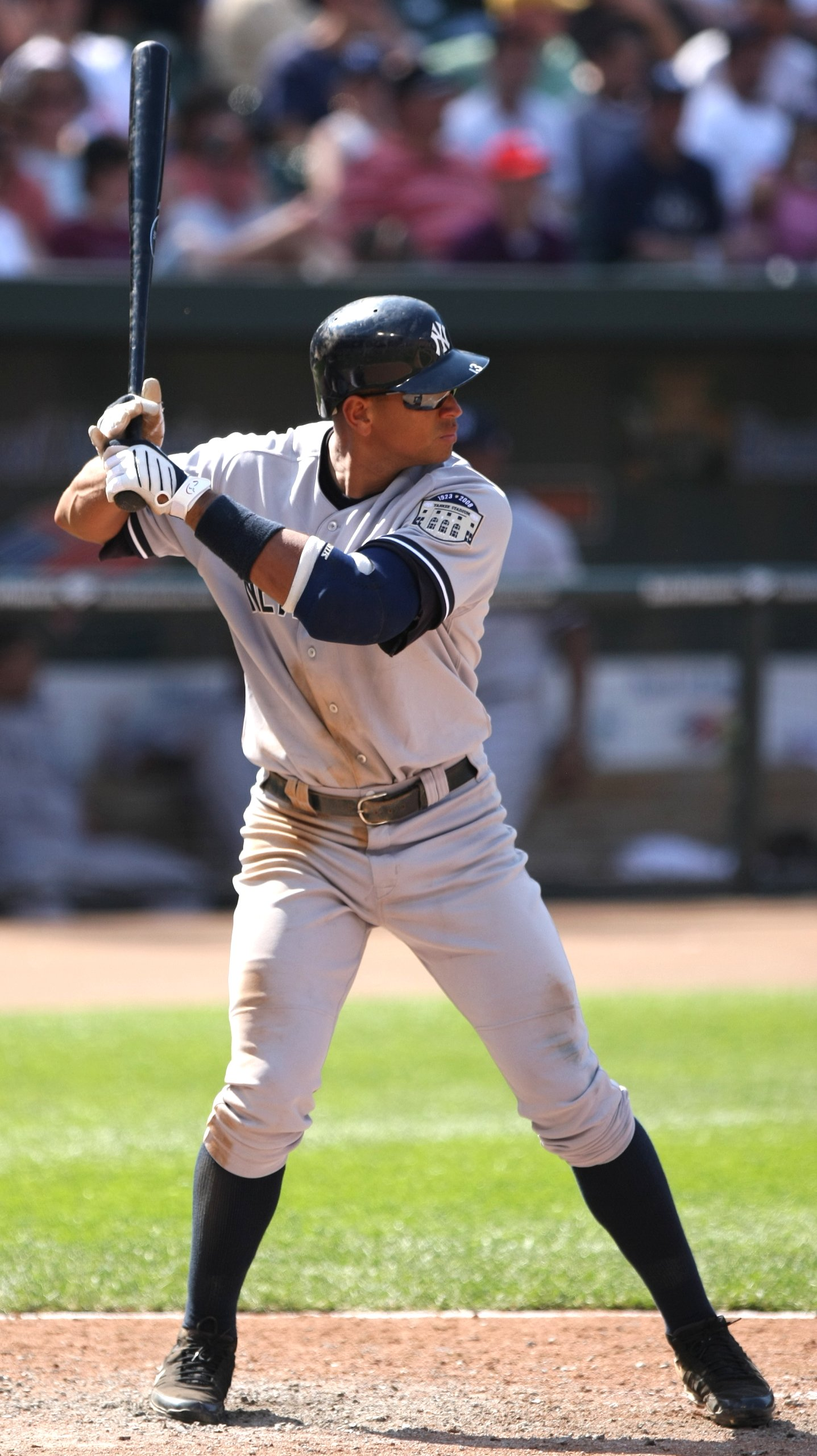
ロドリゲスの打撃フォーム

豪快なダウンスイングが持ち味であり、右手がバットを離すタイミングが非常に速い（このため、左手のみでミートしているように見える）。NHKでMLBの解説を行っている新井宏昌は、この打撃フォームを高く評価している。打球は内野フライのような急角度で上昇し、勢いを失わずにそのままスタンドインするような弾道を描く。
一部のメディアでは「バットスピードは劣るものの、生来のパワーはバリー・ボンズ以上」と評され、プルヒッターながら広角へ打球を運ぶことができる。

### 守備・走塁
走塁ではスイングが大きく打席から飛び出すのが遅いながらも一塁到達まで4.2秒の俊足を備え、1998年にシーズン46盗塁を記録した。中軸を打つ機会が多くなってからは盗塁を試みる機会が少なくなったが、成功率は高く、年齢が30代に差し掛かってもなお年間で20程度の盗塁を記録。相手内野手の膝を削るような激しいゲッツー崩しなどを果敢に行い、ヘッドスライディングを多用した。

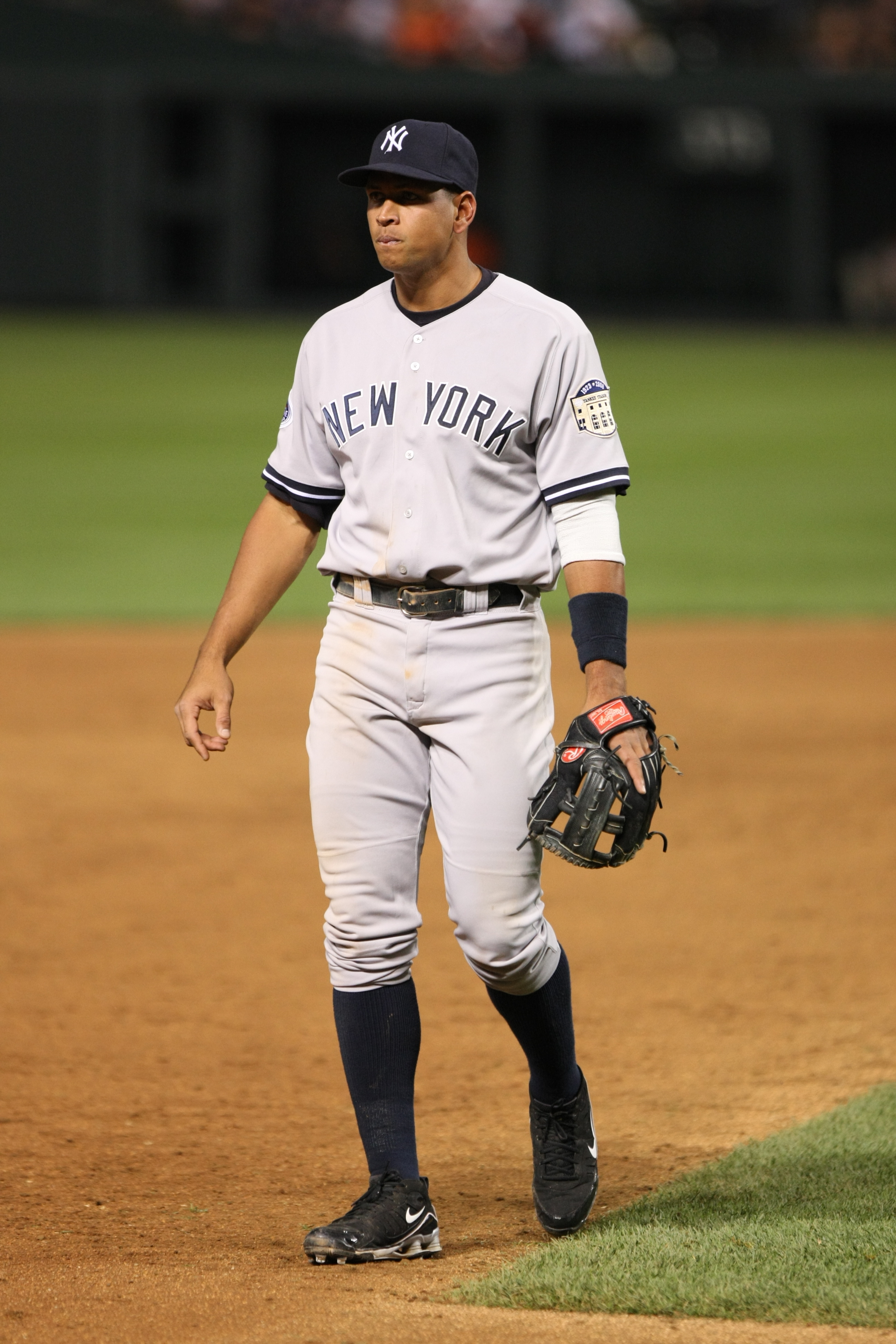
サードの守備に就くロドリゲス

恵まれた大柄な体格と鋭敏な反射神経を誇り、守備範囲は広い。遊撃手としてはデレク・ジーターやノマー・ガルシアパーラ、ミゲル・テハダが華やかな動きをするのに対して、より伝統的で基本に忠実な動きをする遊撃手だと評され、打球がホームプレートから離れたその瞬間に動き出し、非常に滑らかな動きの守備をした。
ヤンキース移籍後はデレク・ジーターが遊撃手を守っていたため三塁手に転向し、三塁線側から離れて守る。三塁手としてのゴールドグラブ受賞経験はない。

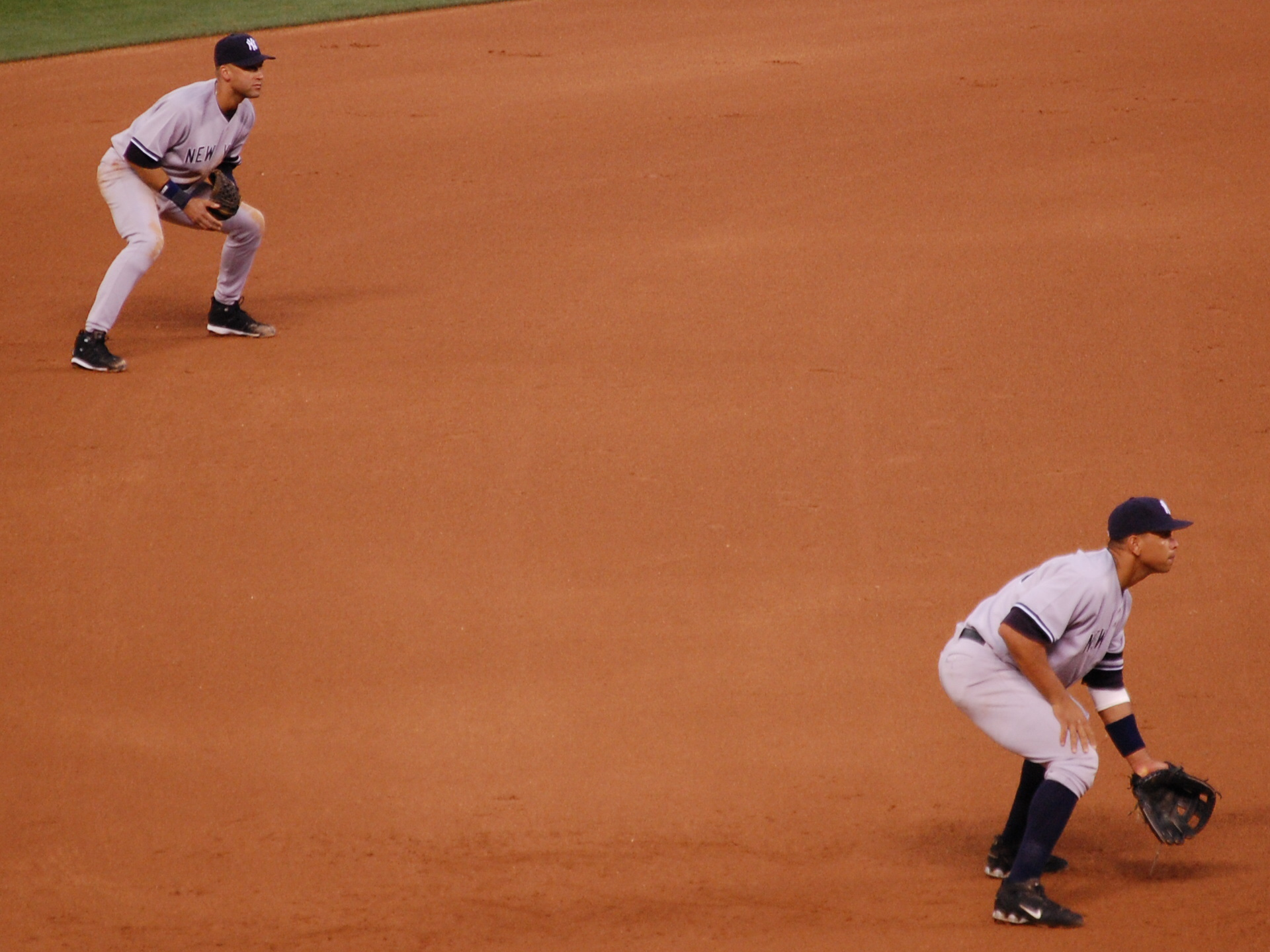
守備に就くデレク・ジーター（左）とロドリゲス

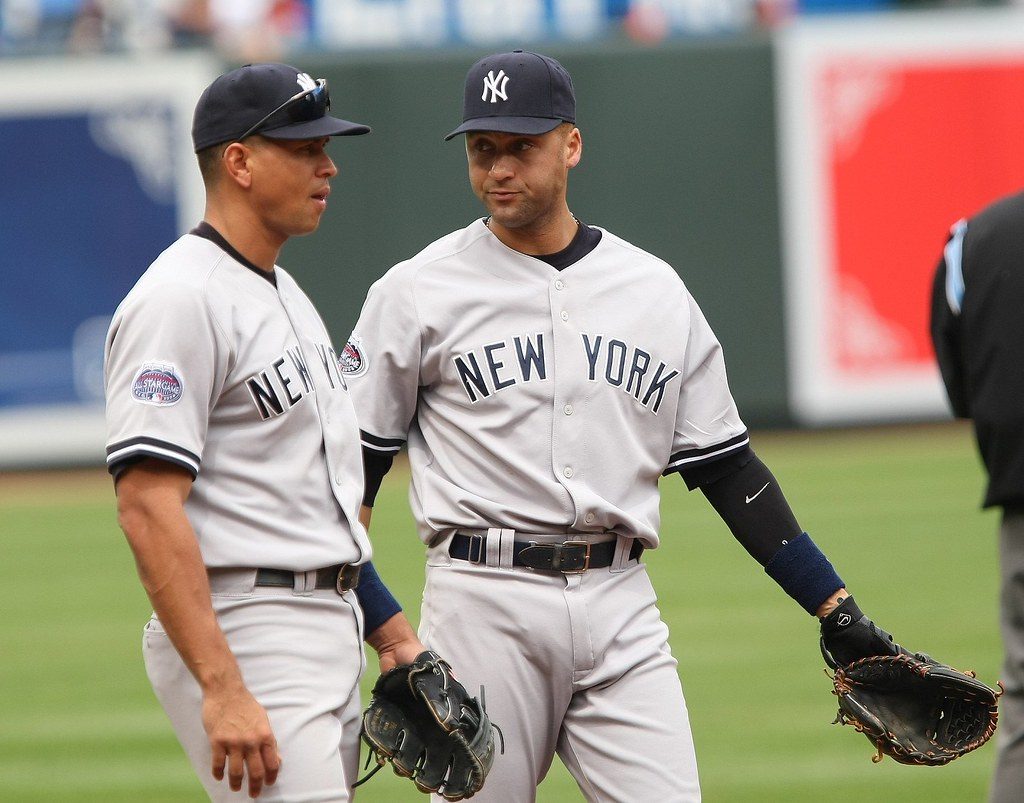
ロドリゲスとジーター（右）

### 薬物問題
2009年2月7日、スポーツ・イラストレーテッドは2003年の薬物検査で104人の選手が陽性反応を示し、そのうちロドリゲスはステロイド剤の一種であるテストステロンとプリモボランの陽性反応を示したと報じた。ステロイド剤の使用はルールブックへの記載こそなかったものの、1991年以降医者の指示のない限りは使用を禁止することが通達されていた上、アメリカ国内での流通は法律上禁止されていた。当時は匿名と罰則なしを条件に検査が実施されたため、メジャーリーグ機構はこの件について一切コメントできないとした。2008年4月1日に出版されたホセ・カンセコの暴露本第2弾『ビンディケーテッド』でもステロイド使用者としてマグリオ・オルドニェス、ロジャー・クレメンスとともに名前を挙げられていた。ロドリゲスも当初この件についてはノーコメントを貫いていたが、2月9日にESPNが行った単独インタビューでロドリゲスはテキサス・レンジャーズ時代の2001年から2003年にかけてステロイド剤を使用していたことを認め、謝罪した。史上最高額の契約に見合う力を証明しなくてはならないという重圧を感じていたという（翌年の2004年にはテストの時期を事前に選手会のCOOであるマット・オルザから知らされていたと言われている）。

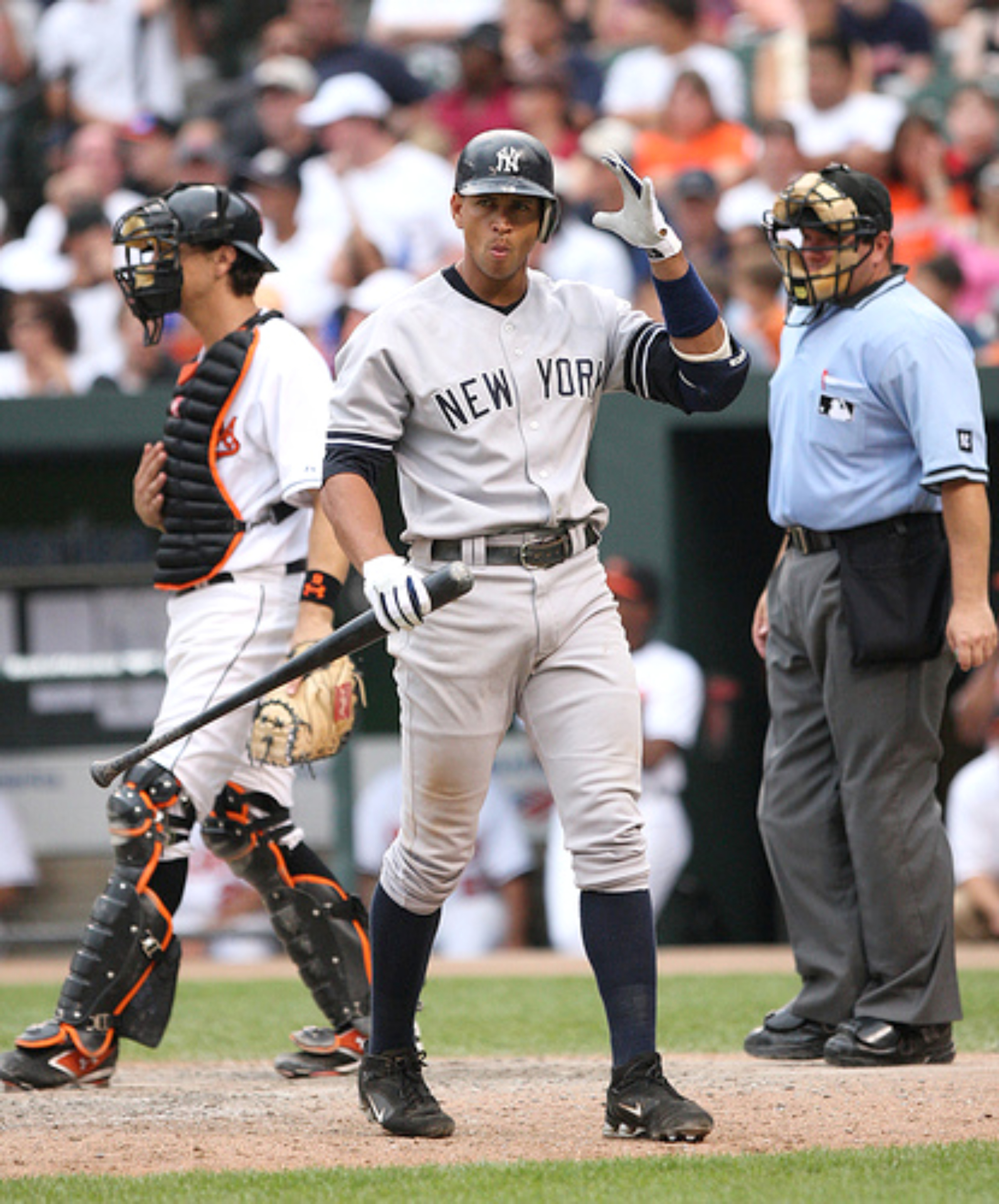
2007年のロドリゲス

このESPNとの単独インタビュー後は当時のアメリカ合衆国大統領であったバラク・オバマも含め、各方面からさまざまな意見が出た。
翌週にヤンキースのスプリングトレーニングで開かれた記者会見ではドミニカ共和国で調達した薬物をいとこに勧められて打ったと新たな告白をしたが、後に2001年から2003年の間ドミニカ共和国ではプリモボランは処方箋の有無に関わらず入手不可能であったと矛盾点が報道された。またかつてトロント空港で大量薬物所持が見つかりMLB出入り禁止を通告された問題のトレーナーを、MVPを獲った2007年のシーズンを通してロドリゲスがアウェイのホテルに帯同していた事実をあるスカウトが明らかにした。トレーナーは薬物を投与した後その痕跡を消すことができるため選手たちからThe Cleanerと通称されており、2006年WBCではドミニカ共和国代表コーチを務め、2009年もWBCドミニカ共和国代表に参加し、一月にはロドリゲスをコーチしている写真が明らかにされたが、この事件で今後WBCからも追放されることとなった。このトレーナーの件についてロドリゲスはノーコメントを通している。
同年4月には新たな暴露本が発売され、高校時代から恒常的にステロイド剤やヒト成長ホルモン剤を摂取してきたという疑惑が持ち上がっている。ロドリゲス本人は、この件についてのコメントを拒否している。また、ホセ・カンセコは、マリナーズ時代のロドリゲスにステロイドについて相談され、入手先を紹介したことを明かしている。
2009年末にはヒト成長ホルモン（HGH）の違法所持で逮捕されたカナダ人医師アンソニー・ガレアの治療を受けていたことが判明し、再び薬物スキャンダルの渦中に晒されることになった。
2013年1月29日にはバイオジェネシス・スキャンダルが発覚し、2009年から2012年にかけてマイアミの医療機関からHGHやテストステロンなどさまざまな禁止薬物を購入していたことが暴露された。8月5日に211試合の出場停止処分を科されたが、異議申し立てを行い、試合出場を続けた。シーズンが終了した10月4日に「MLB機構とバド・セリグコミッショナーがアレックス・ロドリゲスの名声とキャリアを失わせるために利用しようとしていた証拠を不適切に集めようとしていた」としてMLB機構を提訴した。
2014年1月11日にMLB機構が同年の全試合出場停止処分を発表。ロドリゲスも処分を受け入れた。

## 人物

### 国籍

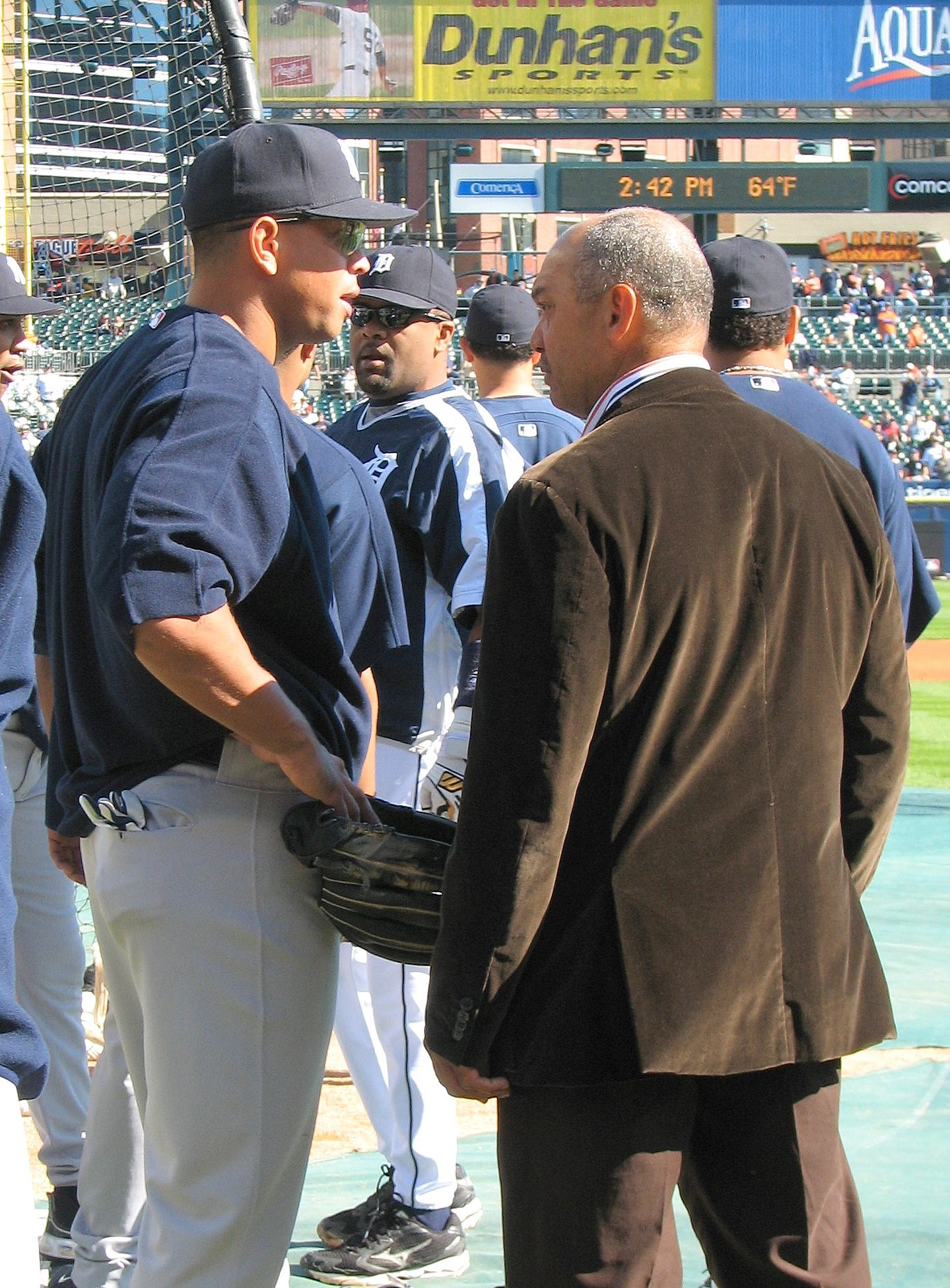
レジー・ジャクソンと話すロドリゲス

生まれ故郷のアメリカ合衆国と、両親の故郷ドミニカ共和国の二重国籍保持者であり、英語とスペイン語のバイリンガルである。「『俺はドミニカ人だ!』と、声を大にして言いたい」と語っており、ドミニカ人であることを誇りに思っている。幼少時にドミニカ共和国のサントドミンゴに3年間滞在した経験があり、メジャーに昇格する前はドミニカ共和国のウィンターリーグに参加していた。
ワールド・ベースボール・クラシックにはアメリカ合衆国・ドミニカ共和国の双方で代表資格があり、第1回大会にはドミニカ共和国代表として参加すると見られていたが、一旦は「アメリカ合衆国、ドミニカ共和国のどちらの名も傷つけたくない」として参加辞退を表明。その後、紆余曲折を経て、結局アメリカ合衆国代表として参加した。生まれ育った土地であるアメリカ合衆国に強い愛着があり、アメリカ合衆国の一市民であることを優先させたという。
しかし、第2回大会ではドミニカ共和国代表としての参加を表明。再びドミニカ共和国代表のユニフォームを着てプレーすることを、ロドリゲス自身と家族が望んでいると語り、参加を熱望したが、大会直前のドミニカ共和国代表合宿中に右股関節を痛め、プレーする夢は叶わなかった。

### その他
- フロリダの高校時代、当時ロサンゼルス・ドジャースの監督トミー・ラソーダと出会い、卒業したらドジャースに入団したいという希望があった。
- 自分の道具にA-Rodと書いていたところから、彼のニックネームとなった[45]。
- 入場時にかける曲はリンキン・パーク&ジェイ・Zの『Numb/Encore』であり、理由はジェイ・Zが親友のうちの一人であるためだという。ジェイ・Zを通じて、（ジェイ・Zの妻）ビヨンセと交流がある。
- 尊敬する選手として、ヤンキースの同僚であったロジャー・クレメンスを挙げている。
- 最も仲のいいプレーヤーは、テキサス・レンジャーズ時代に同僚であったマイケル・ヤング[46]。
- シアトル・マリナーズ時代、同僚の佐々木主浩と非常に親しく、クラブハウスで2人で話し込む仲であったという。
- イチローとは、イチローが2001年マリナーズ入団のため、2000年にマリナーズを離れたA・ロッドとは入れ違いだったが、2012年8月にヤンキースでチームメイトとなる[注 6]。ただし、それ以前にも一緒にNBA観戦に行ったり[47]、アメリカで発売されたイチローの本に推薦文を寄せたりという経験はあった[48]。
- マリナーズ時代からレンジャーズ時代の背番号3は、デール・マーフィーにちなんだ数字であり、遊撃手はカル・リプケン・ジュニアにちなんでいる。
- ヤンキース時代の背番号13は、キリスト教で忌み番号と言われているが、ロドリゲス自身は気にしていなかった。ロドリゲスの活躍もあり、「背番号13の打者＝ロドリゲス」という印象がつけられ、平沢大河や野球日本代表の中田翔(日本ハム時代では6、巨人時代は10を着用)など、日本球界で投手番号として定着している背番号13を野手がつける例が見られる。
- 2006年開幕前のスポーツ・イラストレイテッド紙による、470人の選手が投票した「過大評価されている選手」調査では、ロドリゲスが6%の票を集めて3位に選ばれた。監督のジョー・トーリはこれに対して「驚かない」とコメントした。
- マイアミで出会った一般女性（Cynthia Scurtis）と2002年に結婚。2004年11月に長女、2008年4月に次女がマイアミで誕生したものの、2008年9月に離婚した。離婚前には マドンナとの交際が噂され、離婚後にはハリウッド女優のケイト・ハドソンやキャメロン・ディアスとオープンに交際するなどプレイボーイとして知られる。
- 女子プロレスラーのトリー・ウィルソンと交際していた。
- 米遺伝子検査ベンチャー「23andMe」の共同創業者で最高経営責任者のAnne Wojcicki（セルゲイ・ブリンの元妻）と交際していた[49]。
- その後は、ジェニファー・ロペスと婚約を前提に交際していたが、2021年4月、2年間続いた婚約の解消を発表した。

## 詳細情報

### 年度別打撃成績
| 年 度     | 球 団     | 試 合 | 打 席 | 打 数 | 得 点 | 安 打 | 二 塁 打 | 三 塁 打 | 本 塁 打 | 塁 打 | 打 点 | 盗 塁 | 盗 塁 死 | 犠 打 | 犠 飛 | 四 球 | 敬 遠 | 死 球 | 三 振 | 併 殺 打 | 打 率 | 出 塁 率 | 長 打 率 | O P S |
| --------- | --------- | ----- | ----- | ----- | ----- | ----- | -------- | -------- | -------- | ----- | ----- | ----- | -------- | ----- | ----- | ----- | ----- | ----- | ----- | -------- | ----- | -------- | -------- | ----- |
| 1994      | SEA       | 17    | 59    | 54    | 4     | 11    | 0        | 0        | 0        | 11    | 2     | 3     | 0        | 1     | 1     | 3     | 0     | 0     | 20    | 0        | .204  | .241     | .204     | .445  |
| 1995      | SEA       | 48    | 149   | 142   | 15    | 33    | 6        | 2        | 5        | 58    | 19    | 4     | 2        | 1     | 0     | 6     | 0     | 0     | 42    | 0        | .232  | .264     | .408     | .672  |
| 1996      | SEA       | 146   | 677   | 601   | 141   | 215   | 54       | 1        | 36       | 379   | 123   | 15    | 4        | 6     | 7     | 59    | 1     | 4     | 104   | 15       | .358  | .414     | .631     | 1.045 |
| 1997      | SEA       | 141   | 638   | 587   | 100   | 176   | 40       | 3        | 23       | 291   | 84    | 29    | 6        | 4     | 1     | 41    | 1     | 5     | 99    | 14       | .300  | .350     | .496     | .846  |
| 1998      | SEA       | 161   | 748   | 686   | 123   | 213   | 35       | 5        | 42       | 384   | 124   | 46    | 13       | 3     | 4     | 45    | 0     | 10    | 121   | 12       | .310  | .360     | .560     | .919  |
| 1999      | SEA       | 129   | 572   | 502   | 110   | 143   | 25       | 0        | 42       | 294   | 111   | 21    | 7        | 1     | 8     | 56    | 2     | 5     | 109   | 12       | .285  | .357     | .586     | .943  |
| 2000      | SEA       | 148   | 672   | 554   | 134   | 175   | 34       | 2        | 41       | 336   | 132   | 15    | 4        | 0     | 11    | 100   | 5     | 7     | 121   | 10       | .316  | .420     | .606     | 1.026 |
| 2001      | TEX       | 162   | 732   | 632   | 133   | 201   | 34       | 1        | 52       | 393   | 135   | 18    | 3        | 0     | 9     | 75    | 6     | 16    | 131   | 17       | .318  | .399     | .622     | 1.021 |
| 2002      | TEX       | 162   | 725   | 624   | 125   | 187   | 27       | 2        | 57       | 389   | 142   | 9     | 4        | 0     | 4     | 87    | 12    | 10    | 122   | 14       | .300  | .392     | .623     | 1.015 |
| 2003      | TEX       | 161   | 715   | 607   | 124   | 181   | 30       | 6        | 47       | 364   | 118   | 17    | 3        | 0     | 6     | 87    | 10    | 15    | 126   | 16       | .298  | .396     | .600     | .995  |
| 2004      | NYY       | 155   | 698   | 601   | 112   | 172   | 24       | 2        | 36       | 308   | 106   | 28    | 4        | 0     | 7     | 80    | 6     | 10    | 131   | 18       | .286  | .375     | .512     | .888  |
| 2005      | NYY       | 162   | 715   | 605   | 124   | 194   | 29       | 1        | 48       | 369   | 130   | 21    | 6        | 0     | 3     | 91    | 8     | 16    | 139   | 8        | .321  | .421     | .610     | 1.031 |
| 2006      | NYY       | 154   | 674   | 572   | 113   | 166   | 26       | 1        | 35       | 299   | 121   | 15    | 4        | 0     | 4     | 90    | 8     | 8     | 139   | 22       | .290  | .392     | .523     | .914  |
| 2007      | NYY       | 158   | 708   | 583   | 143   | 183   | 31       | 0        | 54       | 376   | 156   | 24    | 4        | 0     | 9     | 95    | 11    | 21    | 120   | 15       | .314  | .422     | .645     | 1.067 |
| 2008      | NYY       | 138   | 594   | 510   | 104   | 154   | 33       | 0        | 35       | 292   | 103   | 18    | 3        | 0     | 5     | 65    | 9     | 14    | 117   | 16       | .302  | .392     | .573     | .965  |
| 2009      | NYY       | 124   | 535   | 444   | 78    | 127   | 17       | 1        | 30       | 236   | 100   | 14    | 2        | 0     | 3     | 80    | 7     | 8     | 97    | 13       | .286  | .402     | .532     | .933  |
| 2010      | NYY       | 137   | 595   | 522   | 74    | 141   | 29       | 2        | 30       | 264   | 125   | 4     | 3        | 0     | 11    | 59    | 1     | 3     | 98    | 7        | .270  | .341     | .506     | .847  |
| 2011      | NYY       | 99    | 428   | 373   | 67    | 103   | 21       | 0        | 16       | 172   | 62    | 4     | 1        | 0     | 3     | 47    | 1     | 5     | 80    | 13       | .276  | .362     | .461     | .823  |
| 2012      | NYY       | 122   | 529   | 463   | 74    | 126   | 17       | 1        | 18       | 199   | 57    | 13    | 1        | 0     | 5     | 51    | 3     | 10    | 116   | 13       | .272  | .353     | .430     | .783  |
| 2013      | NYY       | 44    | 181   | 156   | 21    | 38    | 7        | 0        | 7        | 66    | 19    | 4     | 2        | 0     | 0     | 23    | 1     | 2     | 43    | 5        | .244  | .348     | .423     | .771  |
| 2015      | NYY       | 151   | 620   | 523   | 83    | 131   | 22       | 1        | 33       | 254   | 86    | 4     | 0        | 0     | 7     | 84    | 5     | 6     | 145   | 17       | .250  | .356     | .486     | .842  |
| 2016      | NYY       | 65    | 243   | 225   | 19    | 45    | 7        | 0        | 9        | 79    | 31    | 3     | 0        | 0     | 3     | 14    | 0     | 1     | 67    | 4        | .200  | .247     | .351     | .598  |
| MLB：22年 | MLB：22年 | 2784  | 12207 | 10566 | 2021  | 3115  | 548      | 31       | 696      | 5813  | 2086  | 329   | 76       | 16    | 111   | 1338  | 97    | 176   | 2287  | 261      | .295  | .380     | .550     | .930  |

- 各年度の太字はリーグ最高

### WBCでの打撃成績
| 年 度 | 代 表          | 試 合 | 打 席 | 打 数 | 得 点 | 安 打 | 二 塁 打 | 三 塁 打 | 本 塁 打 | 塁 打 | 打 点 | 盗 塁 | 盗 塁 死 | 犠 飛 | 四 球 | 敬 遠 | 死 球 | 三 振 | 併 殺 打 | 打 率 | 出 塁 率 | 長 打 率 |
| ----- | -------------- | ----- | ----- | ----- | ----- | ----- | -------- | -------- | -------- | ----- | ----- | ----- | -------- | ----- | ----- | ----- | ----- | ----- | -------- | ----- | -------- | -------- |
| 2006  | アメリカ合衆国 | 6     | 23    | 21    | 3     | 7     | 1        | 0        | 0        | 8     | 3     | 0     | 0        | 0     | 2     | 0     | 0     | 7     | 1        | .333  | .391     | .381     |

### 年度別守備成績
| 年 度 | 球 団 | 遊撃（SS） | 遊撃（SS） | 遊撃（SS） | 遊撃（SS） | 遊撃（SS） | 遊撃（SS） | 三塁（3B） | 三塁（3B） | 三塁（3B） | 三塁（3B） | 三塁（3B） | 三塁（3B） | 一塁（1B） | 一塁（1B） | 一塁（1B） | 一塁（1B） | 一塁（1B） | 一塁（1B） |
| 年 度 | 球 団 | 試 合      | 刺 殺      | 補 殺      | 失 策      | 併 殺      | 守 備 率   | 試 合      | 刺 殺      | 補 殺      | 失 策      | 併 殺      | 守 備 率   | 試 合      | 刺 殺      | 補 殺      | 失 策      | 併 殺      | 守 備 率   |
| ----- | ----- | ---------- | ---------- | ---------- | ---------- | ---------- | ---------- | ---------- | ---------- | ---------- | ---------- | ---------- | ---------- | ---------- | ---------- | ---------- | ---------- | ---------- | ---------- |
| 1994  | SEA   | 17         | 20         | 45         | 6          | 9          | .915       | -          | -          | -          | -          | -          | -          | -          | -          | -          | -          | -          | -          |
| 1995  | SEA   | 46         | 56         | 106        | 8          | 14         | .953       | -          | -          | -          | -          | -          | -          | -          | -          | -          | -          | -          | -          |
| 1996  | SEA   | 146        | 238        | 404        | 15         | 92         | .977       | -          | -          | -          | -          | -          | -          | -          | -          | -          | -          | -          | -          |
| 1997  | SEA   | 140        | 209        | 394        | 24         | 83         | .962       | -          | -          | -          | -          | -          | -          | -          | -          | -          | -          | -          | -          |
| 1998  | SEA   | 160        | 268        | 445        | 18         | 90         | .975       | -          | -          | -          | -          | -          | -          | -          | -          | -          | -          | -          | -          |
| 1999  | SEA   | 129        | 213        | 382        | 14         | 104        | .977       | -          | -          | -          | -          | -          | -          | -          | -          | -          | -          | -          | -          |
| 2000  | SEA   | 148        | 243        | 438        | 10         | 123        | .986       | -          | -          | -          | -          | -          | -          | -          | -          | -          | -          | -          | -          |
| 2001  | TEX   | 161        | 279        | 452        | 18         | 118        | .976       | -          | -          | -          | -          | -          | -          | -          | -          | -          | -          | -          | -          |
| 2002  | TEX   | 162        | 259        | 472        | 10         | 108        | .987       | -          | -          | -          | -          | -          | -          | -          | -          | -          | -          | -          | -          |
| 2003  | TEX   | 158        | 227        | 464        | 8          | 111        | .989       | -          | -          | -          | -          | -          | -          | -          | -          | -          | -          | -          | -          |
| 2004  | NYY   | 2          | 1          | 1          | 0          | 1          | 1.000      | 155        | 100        | 262        | 13         | 25         | .965       | -          | -          | -          | -          | -          | -          |
| 2005  | NYY   | 3          | 1          | 2          | 0          | 0          | 1.000      | 161        | 115        | 288        | 12         | 26         | .971       | -          | -          | -          | -          | -          | -          |
| 2006  | NYY   | -          | -          | -          | -          | -          | -          | 151        | 96         | 262        | 24         | 24         | .937       | -          | -          | -          | -          | -          | -          |
| 2007  | NYY   | -          | -          | -          | -          | -          | -          | 154        | 106        | 251        | 13         | 30         | .965       | -          | -          | -          | -          | -          | -          |
| 2008  | NYY   | -          | -          | -          | -          | -          | -          | 131        | 73         | 251        | 10         | 23         | .970       | -          | -          | -          | -          | -          | -          |
| 2009  | NYY   | -          | -          | -          | -          | -          | -          | 116        | 66         | 200        | 9          | 17         | .967       | -          | -          | -          | -          | -          | -          |
| 2010  | NYY   | -          | -          | -          | -          | -          | -          | 124        | 61         | 224        | 7          | 25         | .976       | -          | -          | -          | -          | -          | -          |
| 2011  | NYY   | -          | -          | -          | -          | -          | -          | 89         | 54         | 165        | 6          | 13         | .973       | -          | -          | -          | -          | -          | -          |
| 2012  | NYY   | -          | -          | -          | -          | -          | -          | 81         | 57         | 119        | 8          | 13         | .957       | -          | -          | -          | -          | -          | -          |
| 2013  | NYY   | -          | -          | -          | -          | -          | -          | 27         | 22         | 52         | 1          | 9          | .987       | -          | -          | -          | -          | -          | -          |
| 2015  | NYY   | -          | -          | -          | -          | -          | -          | 4          | 0          | 2          | 0          | 0          | 1.000      | 2          | 17         | 0          | 1          | 2          | .944       |
| 2016  | NYY   | -          | -          | -          | -          | -          | -          | 1          | 0          | 0          | 0          | 0          | ----       | -          | -          | -          | -          | -          | -          |
| MLB   | MLB   | 1272       | 2014       | 3605       | 131        | 853        | .977       | 1194       | 750        | 2076       | 103        | 205        | .965       | 2          | 17         | 0          | 1          | 2          | .944       |

- 各年度の太字はリーグ最高
- 各年度の太字年はゴールドグラブ賞受賞年

### タイトル
- 首位打者：1回（1996年）
- 本塁打王： 5回（2001年、2002年、2003年、2005年、2007年）
- 打点王：2回（2002年、2007年）

### 表彰
- シーズンMVP：3回（2003年、2005年、2007年）
- シルバースラッガー賞：10回
  - 遊撃手部門：7回（1996年、1998年 - 2003年）
  - 三塁手部門：3回（2005年、2007年、2008年）
- ゴールドグラブ賞（遊撃手部門）：2回（2002年、2003年）
- アメリカンリーグ・プレイヤー・オブ・ザ・マンス：10回（1996年8月、2002年7月・8月、2003年8月、2005年5月・8月、2006年5月、2007年4月・6月、2010年9月）
- シアトル・マリナーズ球団MVP：3回（1996年、1998年、2000年）
- ハンク・アーロン賞：4回（2001年 - 2003年、2007年）
- テキサス・レンジャーズ球団MVP：3回（2001年 -  2003年）
- ベーブ・ルース賞：1回（2009年）
- アメリカンリーグ・プレイヤー・オブ・ザ・ウィーク：13回
- プレイヤーズ・チョイス・アワード
  - Player of the Year：2回（2002年、2007年）
  - AL Outstanding Player：6回（1996年、1998年、2001年 - 2003年、2007年）
- MLB.com This Year in Baseball Awards 
  - Player of the Year：1回（2002年）
  - Hitter of the Year：1回（2007年）
  - Performance of the Year：1回（2005年）
- The Sporting News
  - Major League Players of the Year：3回（1996年、2002年、2007年）
  - AL All-Star Team：8回（1996年、1998年、2001年 - 2003年、2005年、2007年 - 2008年）
  - All-decade team（2000年代）
- Sports Illustrated
  - All-decade team（2000年代）
- ESPN
  - All-decade team（2000年代）
  - Top 100 players of the decade（2000年代 第2位）
- Baseball Digest
  - Player of the Year：1回（1996年）
- Yahoo! Sports
  - All-decade team（2000年代）

### 記録
- MLBオールスターゲーム選出：14回（1996年、1997年、1998年、2000年、2001年、2002年、2003年、2004年、2005年、2006年、2007年、2008年、2010年、2011年）
- サイクル安打：1回（1997年6月5日）

#### MLB記録
- 遊撃手の年間得点数：141（1996年）
- 遊撃手の年間長打数：91（1996年）
- 遊撃手の年間長打率：.631（1996年）
- 遊撃手の年間塁打数：393（2001年）
- 遊撃手の年間本塁打数：57（2002年）
- 4月の月間本塁打数（タイ記録）：14（2007年）
- 年間12本塁打到達試合数（タイ記録）：15（2007年）
- 年間13及び14本塁打到達試合数：18（2007年）
- ニューヨーク州出身選手の本塁打数：553（1994年 - 2008年）
- 最年少通算400本塁打：29歳316日
- 最年少通算500本塁打：32歳8日
- 最年少通算600本塁打：35歳8日
- 三塁手の年間本塁打数：52（2007年）※年間54本塁打のうち2本は指名打者としての出場
- シーズン30本塁打回数（タイ記録）：15
- 通算満塁本塁打：25
- 40-40（40本塁打40盗塁）：1998年（史上3人目）

#### アメリカンリーグ記録
- 右打者の連続2年間の本塁打数：109（2001年 - 2002年）
- 年間10本塁打到達試合数：14（2007年）

#### ニューヨーク・ヤンキース記録
- 右打者の年間本塁打数：54（2007年）歴代2位　※歴代1位　ジャッジ：62（2022年）
- 右打者のホーム試合年間本塁打数：26（2005年、2007年）

### 背番号
- 3（1994年 - 2003年）
- 13（2004年 - 2016年）

### 代表歴
- 2006 ワールド・ベースボール・クラシック・アメリカ合衆国代表